# Pomorzanin Toruń (hokej na trawie)
Pomorzanin Toruń – sekcja hokeja na trawie wielosekcyjnego Klubu Sportowego Pomorzanin Toruń.

## Historia

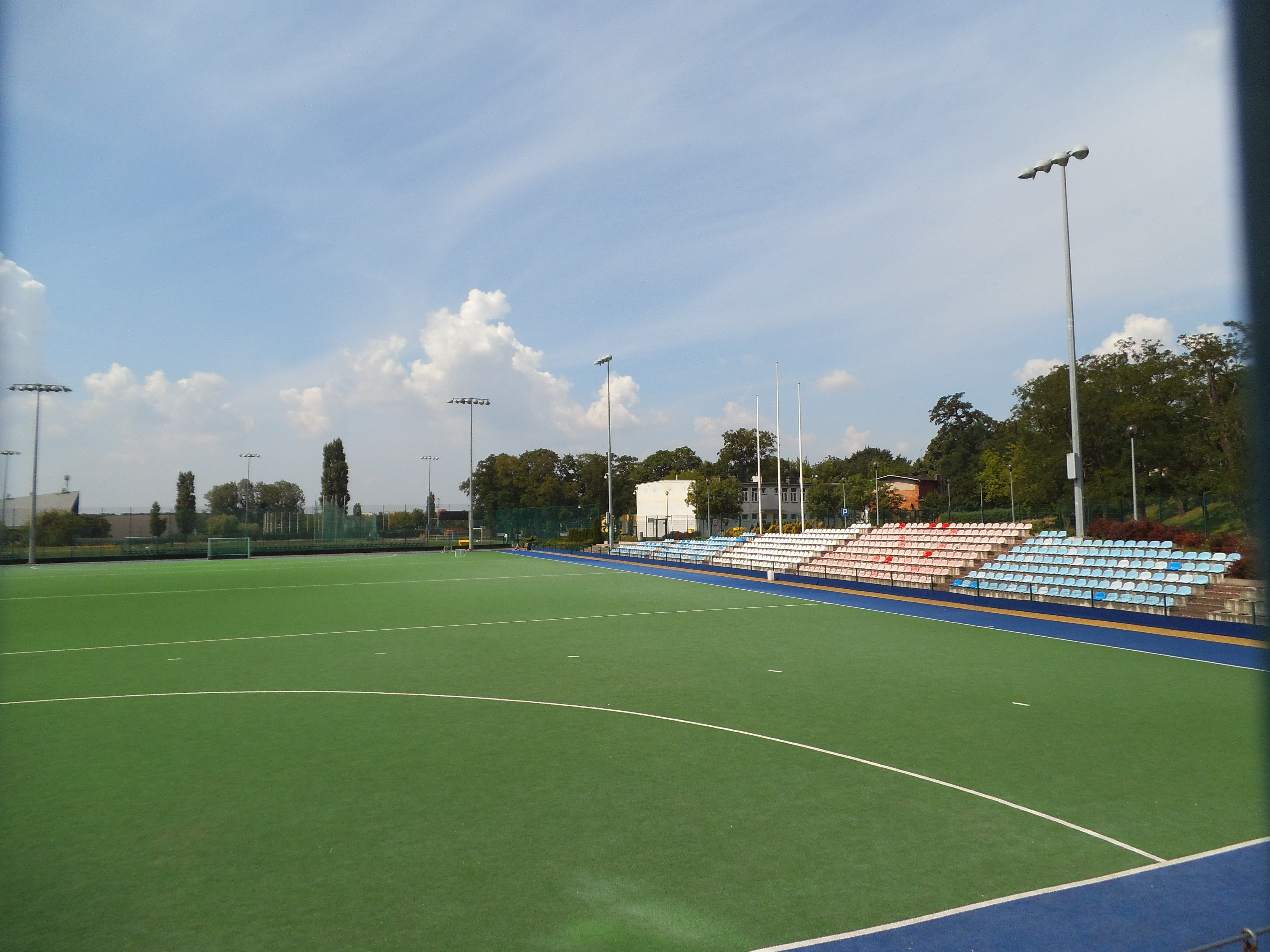
Stadion laskarzy Pomorzanina Toruń

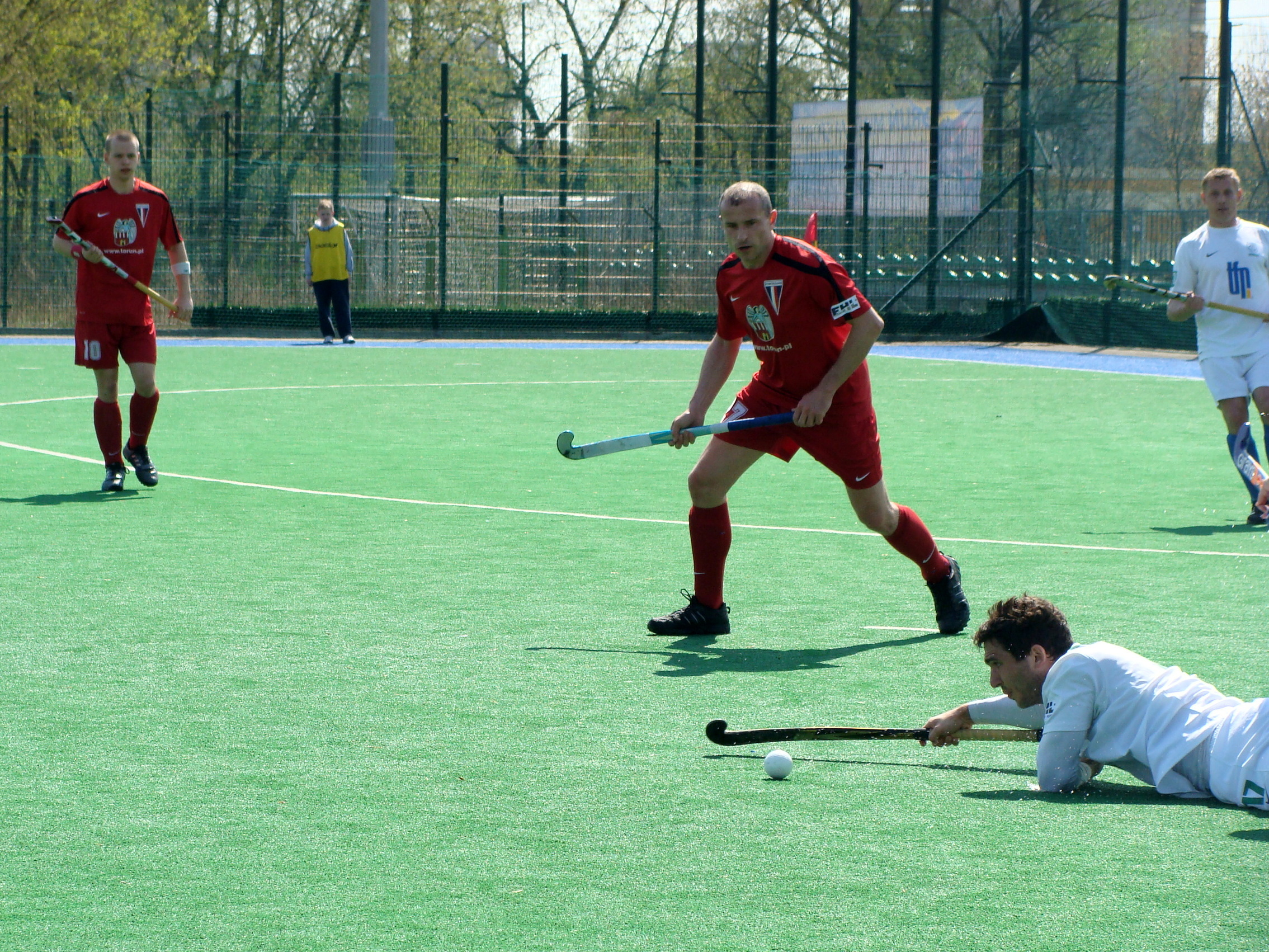
Mecz Pomorzanin - Grunwald Poznań w 2012 roku

Sekcja hokeja na trawie przy założonym w 1935 roku klubie Pomorzanin powstała po II wojnie światowej. Do najwyższej klasy rozgrywkowej zespół awansował w latach 70. – od tej pory nieprzerwanie występuje w I lidze. W roku 1984 drużyna Pomorzanina zdobyła pierwszy medal mistrzostw Polski, kiedy to ukończyła rywalizację na trzecim miejscu. W kolejnych latach klub z Torunia wielokrotnie stawał na podium mistrzostw Polski, zarówno w zawodach rozgrywanych na boisku, jak i w mistrzostwach halowych. Łącznie w swoim dorobku zgromadził czterdzieści medali. Największy jak dotąd sukces klub osiągnął w 1990 i 2014 roku, kiedy to zajął pierwsze miejsce w lidze, wyprzedzając Grunwald Poznań. W 1991 roku Pomorzanin po raz pierwszy wystąpił w rozgrywkach międzynarodowych – w rozgrywanym w Wassenaar Pucharze Mistrzów zajął 7. miejsce. Drużyna trzykrotnie reprezentowała Polskę także w rozgrywkach halowych, zajmując piąte (1990) oraz dwukrotnie czwarte miejsce (1991 i 1992) podczas halowego Pucharu Mistrzów.
W pierwszej połowie lat 90., w związku z przemianami ustrojowymi w Polsce i złagodzeniem polityki paszportowej, drużynę Pomorzanina opuściło wielu zawodników, którzy zdecydowali się na grę poza granicami kraju.
W 1994 roku przy szkole podstawowej w podtoruńskiej Łubiance powołano do życia UKS Bałagany, który stał się klubem filialnym Pomorzanina. Młodzi zawodnicy po ukończeniu szkoły lub 16 roku życia trafiają do seniorskiego zespołu Pomorzanina.
Na początku XXI wieku drużyna przeżywała poważny kryzys finansowy, którego następstwem był dalszy odpływ kluczowych zawodników, których miejsce zajmowali juniorzy z Torunia i Łubianki. W efekcie celem drużyny stało się utrzymanie w najwyższej klasie rozgrywkowej, który to cel za każdym razem udało się zrealizować.
Na przełomie kwietnia i maja 2007 roku do użytku oddano nowe boisko ze sztuczną nawierzchnią, które spełnia wymogi przewidziane dla rozgrywek międzynarodowych. W tym samym roku Pomorzanin powrócił po ośmiu latach na podium mistrzostw Polski, zdobywając brązowy medal. W sezonach 2009/2010 oraz 2010/2011 toruński klub docierał aż do finału krajowych rozgrywek, gdzie dwukrotnie przegrywał z Grunwaldem Poznań. Mimo porażki w spotkaniach finałowych Pomorzanin wyznaczany był przez PZHT do gry w hokejowej Lidze Mistrzów. W 2014 roku Pomorzanin wygrał w finale przed własną publicznością z Grunwaldem Poznań 3:1 i po 24 latach mistrzowski tytuł wrócił do Torunia.Kolejne dwa sezony nie były już tak udane, ale w 2010. roku torunianie znów stanęli na podium i to od razu na drugim stopniu. Tym samym Pomorek przerwał trwającą od 2001. roku dominację poznańskich drużyn Pocztowca i Grunwaldu, które przez dziewięć sezonów kończyły rozgrywki ligowe na dwóch czołowych pozycjach. Gra w finale i srebrny medal sprawiły, że PZHT zgłosił toruńską drużynę do elitarnej Euroligi, w której rywalizuje się o miano najlepszej klubowej drużyny Europy. W swym debiutanckim meczu w EHL Pomorzanin zremisował z mistrzem Rosji Dynamem Kazań 4:4. Pierwszego, historycznego gola dla toruńskiego zespołu w tych rozgrywkach strzelił Michał Kunklewski. W drugim spotkaniu turnieju w holenderskim Eindhoven Pomorzanin przegrał z miejscowym Oranje Zwart 1:10 i mając gorszy bilans bramkowy zajął trzecie miejsce w swej grupie i nie awansował do fazy pucharowej. W 2011 roku drużyna prowadzona przez Andrzeja Makowskiego znów sięgnęła po tytuł wicemistrzowski i po raz drugi z rzędu wystąpiła w hokejowej Eurolidze.
W 2014 roku Pomorzanin wygrał w finale przed własną publicznością z Grunwaldem Poznań 3:1 i po 24 latach mistrzowski tytuł wrócił do Torunia.
Kolejne 10 lat w historii Pomorzanina Toruń to pasmo sukcesów. Pomorek zdobył dziewięć medali na boiskach otwartych i dziesięć medali w rozgrywkach halowych, w tym te najcenniejsze – złote – w 2017, 2020 i 2024 roku w hali i w 2023 na boiskach otwartych.
Nie byłoby tych wszystkich sukcesów, gdyby nie systematyczne stawianie na wychowanków. W 2019 roku jeden z nich, czyli Maciej Zieliński przejął pierwszą drużynę Pomorzanina Toruń. Popularny Wampir w trakcie pięciu sezonów zdobył niemalże wszystkie możliwe tytuły. Wraz z „Pomorkiem” wywalczył dwukrotnie Halowe Mistrzostwo Polski i Mistrzostwo Polski na otwartych boiskach. Do tego dołożył 1. miejsce na EuroHockey Club Challenge I oraz 3. miejsce na Eurohockey Club Trophy.
W sierpniu 2024 roku nowym szkoleniowcem pierwszej drużyny został inny wychowanek Pomorzanina Patryk Karamuz i rozpoczął nowy rozdział w historii klubu.
Warto też odnotować, że pod koniec 2023 roku sekcja hokeja na trawie odłączyła się od Klubu Sportowego Pomorzanin Toruń i założyła swoje Stowarzyszenie – Hokejowy Klub Pomorzanin Toruń. Prezesem Zarządu został Radosław Popowski. W skład Zarządu weszli również wiceprezes Robert Krużyński oraz członkowie – Przemysław Stelmaszyk, Krzysztof Zakszewski, Filip Sobczak oraz Michał Makowski.
Przy HK Pomorzanin Toruń funkcjonuje również Fundacja Wspierania i Rozwoju sekcji hokeja na trawie – „Toruńscy laskarze”.
Z drużyny Pomorzanina wywodzi się wielu reprezentantów Polski, w tym olimpijczycy Tadeusz Tulidziński (Helsinki – 1952), Paweł Sobczak (Sydney – 2000) oraz Tomasz Szmidt (Sydney – 2000).

## Skład
Kadra na sezon 2025/2026.
| \| Nr \| Pozycja \| Zawodnik \| \| -- \| ------- \| -------------------- \| \| 1 \| BR \| Karol Zakszewski \| \| 2 \| BR \| Michał Śliwiński \| \| 3 \| OB \| Tomasz Bembenek \| \| 4 \| OB \| Damian Mondrzejewski \| \| 5 \| OB \| Dymtro Luppa \| \| 6 \| OB \| Arkadiusz Rutkowski \| \| 7 \| OB \| Mariusz Kowalski \| \| 8 \| OB \| Miłosz Szreder \| \| 9 \| OB \| Artsiom Barysenka \| \| 10 \| OB \| Adam Sobczak \| \| 12 \| PO \| Wojciech Rutkowski \| \| 13 \| PO \| Sebastian Sellner \| \| 14 \| PO \| Adrian Makowski \| \| 15 \| PO \| Krzysztof Zakszewski \| \| 16 \| PO \| Volodymyr Zhmereniuk \| \| 17 \| PO \| Oskar Gutowski \| \| 18 \| PO \| Marcin Kużba \| \| 19 \| PO \| Michał Raciniewski \| \| 20 \| N \| Krystian Makowski \| \| 21 \| N \| Michał Dawid \| \| 22 \| N \| Artur Kościelski \| \| 23 \| N \| Bartosz Drążkowski \| \| 24 \| N \| Mateusz Zieliński \| \| 25 \| N \| Filip Kunklewski \| |         |                      |
| Nr | Pozycja | Zawodnik             |
| 1 | BR      | Karol Zakszewski     |
| 2 | BR      | Michał Śliwiński     |
| 3 | OB      | Tomasz Bembenek      |
| 4 | OB      | Damian Mondrzejewski |
| 5 | OB      | Dymtro Luppa         |
| 6 | OB      | Arkadiusz Rutkowski  |
| 7 | OB      | Mariusz Kowalski     |
| 8 | OB      | Miłosz Szreder       |
| 9 | OB      | Artsiom Barysenka    |
| 10 | OB      | Adam Sobczak         |
| 12 | PO      | Wojciech Rutkowski   |
| 13 | PO      | Sebastian Sellner    |
| 14 | PO      | Adrian Makowski      |
| 15 | PO      | Krzysztof Zakszewski |
| 16 | PO      | Volodymyr Zhmereniuk |
| 17 | PO      | Oskar Gutowski       |
| 18 | PO      | Marcin Kużba         |
| 19 | PO      | Michał Raciniewski   |
| 20 | N       | Krystian Makowski    |
| 21 | N       | Michał Dawid         |
| 22 | N       | Artur Kościelski     |
| 23 | N       | Bartosz Drążkowski   |
| 24 | N       | Mateusz Zieliński    |
| 25 | N       | Filip Kunklewski     |

## Osiągnięcia
- na boisku[3]
  -  Mistrzostwo Polski: 1990, 2014, 2023 (3)
  -  srebrny medal mistrzostw Polski: 1989, 2010, 2011, 2015, 2018, 2019, 2020, 2021, 2022, 2024, 2025 (11)
  -  brązowy medal mistrzostw Polski: 1984, 1987, 1988, 1991, 1993, 1994, 1995, 1998, 1999, 2007, 2012, 2016 (12)
  - udział w Euro Hockey League w sezonach 2010/2011, 2011/2012, 2014/2015 i 2015/2016
- w hali[4]
  -  Mistrzostwo Polski: 1987, 1988, 1990, 1991, 2017, 2020, 2024 (7)
  -  srebrny medal mistrzostw Polski: 1985, 1986, 1989, 1993, 1994, 1995, 1996, 1998, 1999, 2002, 2008, 2013, 2014, 2015, 2016, 2019, 2022, 2023[5] (18)
  -  brązowy medal mistrzostw Polski: 1992, 1997, 2000, 2001, 2007, 2010, 2011, 2012, 2018, 2021 (10)